# Saint-Christol (Hérault)
Saint-Christol korábbi község Franciaországban, Hérault megyében. Lakosainak száma 1380 fő (2018. január 1.). Saint-Christol Boisseron, Lunel-Viel, Restinclières, Saint-Geniès-des-Mourgues, Saint-Sériès és Vérargues községekkel határos.
2019. január 1-jén Vérargues korábbi községgel egyesült és az így létrejött Entre-Vignes új község része lett.

## Népesség
A település népessége az elmúlt években az alábbi módon változott:
| Lakosok száma | 1429 | 1376 | 1408 | 1389 | 1380 |
|               | 2013 | 2015 | 2016 | 2017 | 2018 |